# Pleiadele

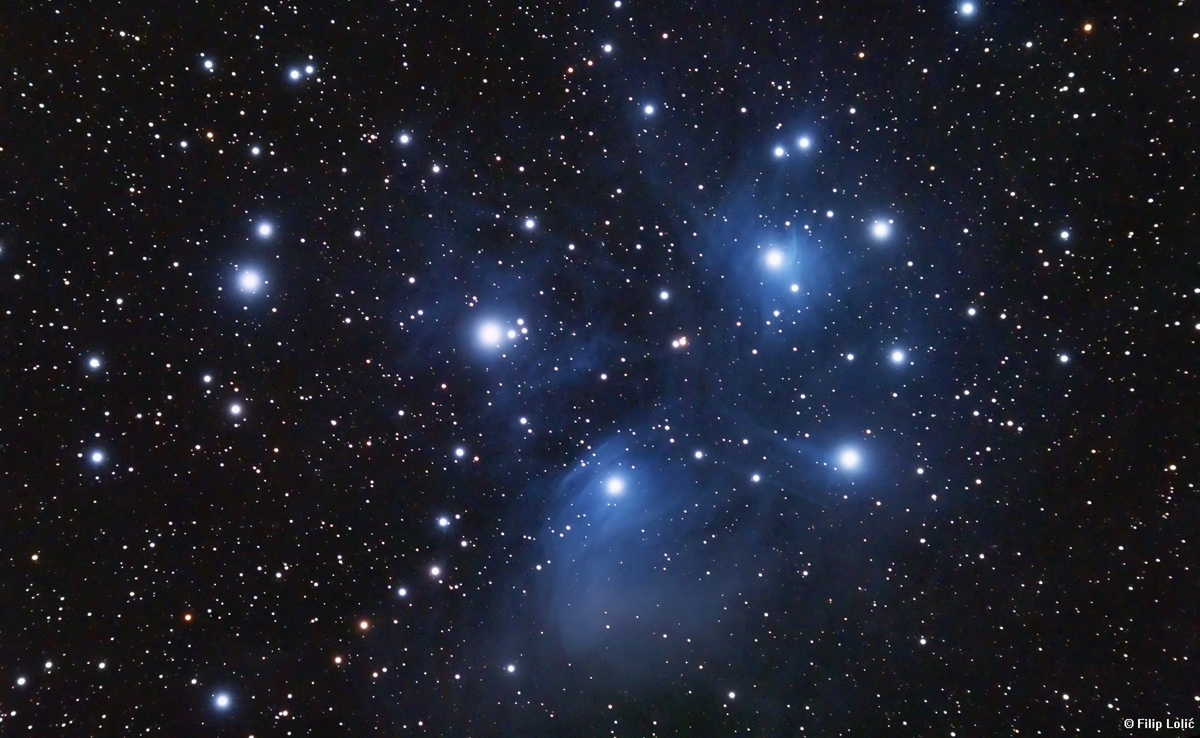
Pleiadele, un roi stelar deschis dominat de stele fierbinți albastre înconjurate de reflecțiile nebulozității.

Pleiadele (Messier 45 / M 45, precum și  NGC 1432/35) este un roi stelar deschis care face parte din Catalogul Messier, întocmit de astronomul francez Charles Messier. Este unul dintre cele mai cunoscute obiecte Messier de pe cerul nopții, alături de Praesepe și Hyadele (Ploioasele). În română, roiul deschis Pleiadele este cunoscut și sub denumirea de Cloșca cu pui.

## Etimologie
Denumirea românească a roiului stelar Pleiadele este împrumutată din franceză: pléiades, iar aceasta, la rândul ei, este împrumutată din greaca veche: pleias, pleiados, „constelație cu șapte stele”, prin intermediul limbii latine: Pleias (Plias), Plēiadēs. Se face referire la „cele șapte fiice ale lui Atlas și ale Pleionei, urmărite prin munți de vânătorul Orion și salvate de Jupiter, care le strămută pe bolta cerului, transformate în stele”.

## Descriere

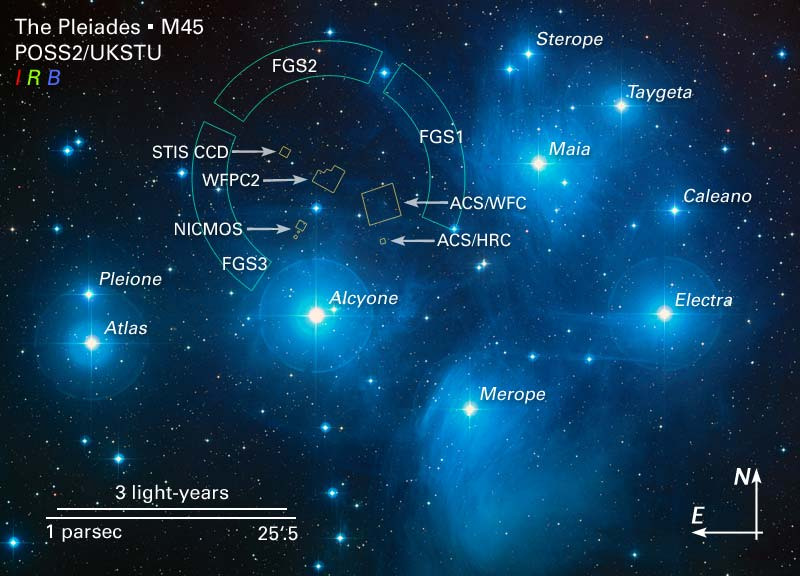
Hartă a principalelor nouă stele care fac parte din roiul Pleiadele

Azi se pot număra, în acest roi, circa 3.000 de stele, dintre care o duzină sunt vizibile cu ochiul liber. Roiul stelar se întinde pe 2°, adică echivalentul a 4 diametre aparente lunare.
Densitatea roiului este relativ slabă în raport cu alte roiuri deschise. Vârsta roiului este estimată la 100 de milioane de ani, însă nu va trăi prea mult deoarece se va separa în următorii 250 de milioane de ani, în parte din cauza slabei sale densități (aici este vorba despre viața roiului și nu despre cea a stelelor componente).
Cele 9 stele cele mai strălucitoare din roi își trag numele din cele ale 7 surori și ale părinților lor. Magnitudinea lor este cuprinsă între 2,86 și 5,44, prin urmare accesibilă cu ochiul liber.
Asterope are particularitatea de a fi o stea dublă.
Principalele componente ale roiului sunt:
| Nume     | Desemnarea     | Magnitudine aparentă | Tip spectral |
| -------- | -------------- | -------------------- | ------------ |
| Alcyone  | Eta (25) Tauri | 2,86                 | B7IIIe       |
| Atlas    | 27 Tauri       | 3,62                 | B8III        |
| Electra  | 17 Tauri       | 3,70                 | B6IIIe       |
| Maia     | 20 Tauri       | 3,86                 | B7III        |
| Merope   | 23 Tauri       | 4,17                 | B6IVev       |
| Taygete  | 19 Tauri       | 4,29                 | B6V          |
| Pleione  | 28 (BU) Tauri  | 5,09 (var.)          | B8IVep       |
| Celaeno  | 16 Tauri       | 5,44                 | B7IV         |
| Asterope | 21 Tauri       | 5,64                 | B8Ve         |
| Asterope | 22 Tauri       | 6,41                 | B9V          |
| —        | 18 Tauri       | 5,65                 | B8V          |

## Istoria descoperirii constelației

### În Preistorie

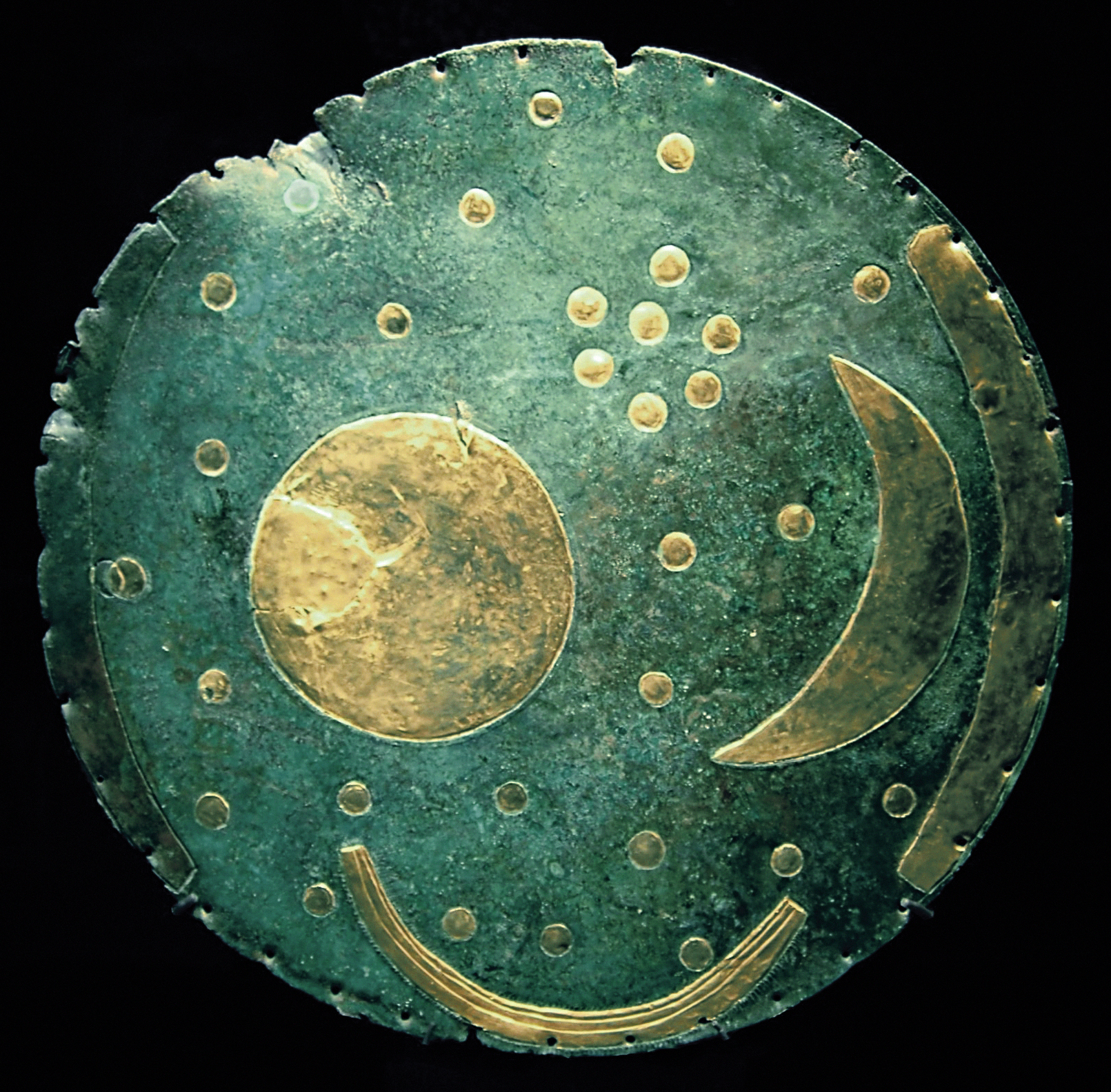
Discul ceresc de la Nebra

- Cum subliniază Wolfhard Schlosser, profesor de astronomie la Universitatea din Ruhr (Bochum), preoții și șamanii din Neolitic acordau o extremă importanță acestei constelații, întrucât apariția ei marca, în întreaga emisferă nordică, începutul secerișului.
- O reprezentare a acestui roi de stele o regăsim, se pare, pe Discul ceresc de la Nebra, datat la începutul Epocii Bronzului (1.600 î.Hr.).[4]
- Constelația Pleiadele este citată în numeroase culturi și religii. Apare în Iliada lui Homer, precum și în trei rânduri în Biblie.[4]

### În Antichitatea clasică
- Cea mai veche referire scrisă în Antichitate a acestui corp ceresc o  avem de la Hesiod[4] (700 î.Hr.). În epoca lui Hesiod, se credea în influența acestei constelații asupra agriculturii (așa cum este considerată uneori Luna, în zilele noastre). Perioada apusului Pleiadelor, la începutul lui noiembrie, marca, potrivit lui Hesiod, începutul iernii[5]
- Arabii asociau constelația cu anotimpul uscat și foarte călduros. Numele constelației este în arabă الثريا, citit: ATHURAYA.

### În Epoca Modernă
- Diferite popoare europene (de exemplu, englezi, germani, români) îl denumesc „Cloșca cu puii”. Deseori, în Europa este denumit „Șapte surori”.
- La 4 martie 1769, Charles Messier a adăugat acest roi în catalogul său astronomic, cu indicativul M45.
- În 1846, astronomul german Johann Heinrich von Mädler nota că stelele nu au o mișcare măsurabilă, una în raport cu cealaltă. El a dedus de aici că ele formează centrul unui sistem stelar mult mai larg, din care Alcyone ar fi cea mai apropiată de centru. Ipoteza a fost respinsă de ceilalți astronomi. 
Se reține, totuși, că ele se deplasează în grup.
- Primele fotografii ale roiului au scos în evidență un nor de praf în jurul stelelor. 
Această nebuloasă reflectă lumina acestor stele, situate în apropiere sau în interiorul ei.
- Cea mai strălucitoare parte a fost descoperită la 19 octombrie 1859 de Ernst Wilhelm Tempel, în jurul stelei Meropei; nebuloasa a fost repertoriată ca NGC 1435.
- În 1875, o extensie a norului a fost descoperită în jurul stelei Maia și clasată la NGC 1432. Alte extensii au fost observate în jurul stelei Alcyone, Electra, Celaeno și Taygete în 1880. Structura complexă a norului a fost, în sfârșit, revelată de frații Henry și Isaac Roberts între 1885 și 1888.
- Această nebuloasă nu este un rest al norului de praf originar care a dat naștere Pleiadelor. Într-adevăr, cele două obiecte nu au aceeași viteză aparentă. Roiul de stele a întâlnit acest nor pe drum.

## Cum să-l observi?

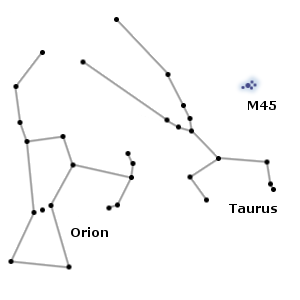
Hartă schematică a cerului

Mulțumită puternicei magnitudini a stelelor care îl compun, acest roi este vizibil cu ochiul liber pe cerul de toamnă. Este situat în constelația Taurul, în apropiere de axa formată de stelele Sirius (Câinele Mare) - Centura lui Orion (Orion) - Aldebaran (Taurul).
În afară de faptul că este un obiect frumos, este și un excelent test de acuitate vizuală! Se disting rapid 5 stele, apoi, pe măsură ce ochiul se acomodează, alte stele apar. Astfel, până la 10-11 stele sunt vizibile dacă sunt îndeplinite condițiile meteo.
Cu un binoclu sau un telescop cu un câmp larg, se vor putea vedea mult mai multe stele.
În acest mod roiul va da cea mai mare satisfacție.
Cu telescoape mai puternice sau cu un câmp mai strâmt, doar o parte din roi va fi vizibilă.
Nebuloasa nu se dezvăluie cu adevărat decât în fotografie.

## RoiulCloșca cu puiiîn literatură
Roiul stelar Cloșca cu pui este citat în Iliada de Homer, în cântul XVIII (475), în celebra descriere a scutului lui Ahile:
„Cloșca cu puii, Hiadele și Orionul / Cel luminos, ba și Ursul, ce-i zice și Carul cel mare, [...]”

## În cultura modernă
- Numele roiului, în japoneză Subaru semnifică „unitate”. În 1953, 5 firme japoneze au fuzionat pentru a forma « Fuji Heavy Industries Ltd ». Acest nou grup au adoptat roiul Subaru ca logo al mărcii de automobile.
- În satele franceze, roiul foarte vizibil pe cerul de sfârșit de vară era numit „la poussinière”[8], tradus în română «cotețul pentru puișori».